# Roman Koudelka
Roman Koudelka [román kóúdelká], češki smučarski skakalec, * 9. julij 1989, Turnov, Češkoslovaška, sedaj Češka.
Leta 2006 je na tekmi poletne velike nagrade v Kranju osvojil 3. mesto. Prvič je v svetovnem pokalu nastopil v sezoni 2006/07 v finskem Kuusamu, kjer se je uvrstil tik za dobitniki točk (31. mesto). Na svetovnem prvenstvu v Saporu leta 2007 je osvojil 25. mesto tako na veliki kot na mali skakalnici. Njegov najboljša uvrstitev v svetovnem pokalu je 4. mesto iz sezone 2007/08 iz avstrijskega Beljaka. Na mladinskem svetovnem prvenstvu v Trbižu (tekma je bila prestavljena v Planico) je osvojil naslov mladinskega svetovnega prvaka. Prvič je zmagal 23.11.2014 na nemškem prizorišču Klingenthal. 
| ZMAGE      | PRIZORIŠČE  | ZMAGE     | PRIZORIŠČA |
| ---------- | ----------- | --------- | ---------- |
| 23.11.2014 | Klingenthal | 25.1.2015 | Saporo     |
| 7.12.2014  | Lillehammer | 4.4.2016  | Wisla      |
| 21.12.2014 | Engelberg   |           |            |